# Francisco Jezuíno Avanzi
Francisco Jezuíno Avanzi   (Piracicaba, 30 de gener de 1949 - São Paulo, 8 d'octubre de 2008) fou un futbolista brasiler.

## Selecció del Brasil
Va formar part de l'equip brasiler a la Copa del Món de 1978.